# Dreivierteltakelung

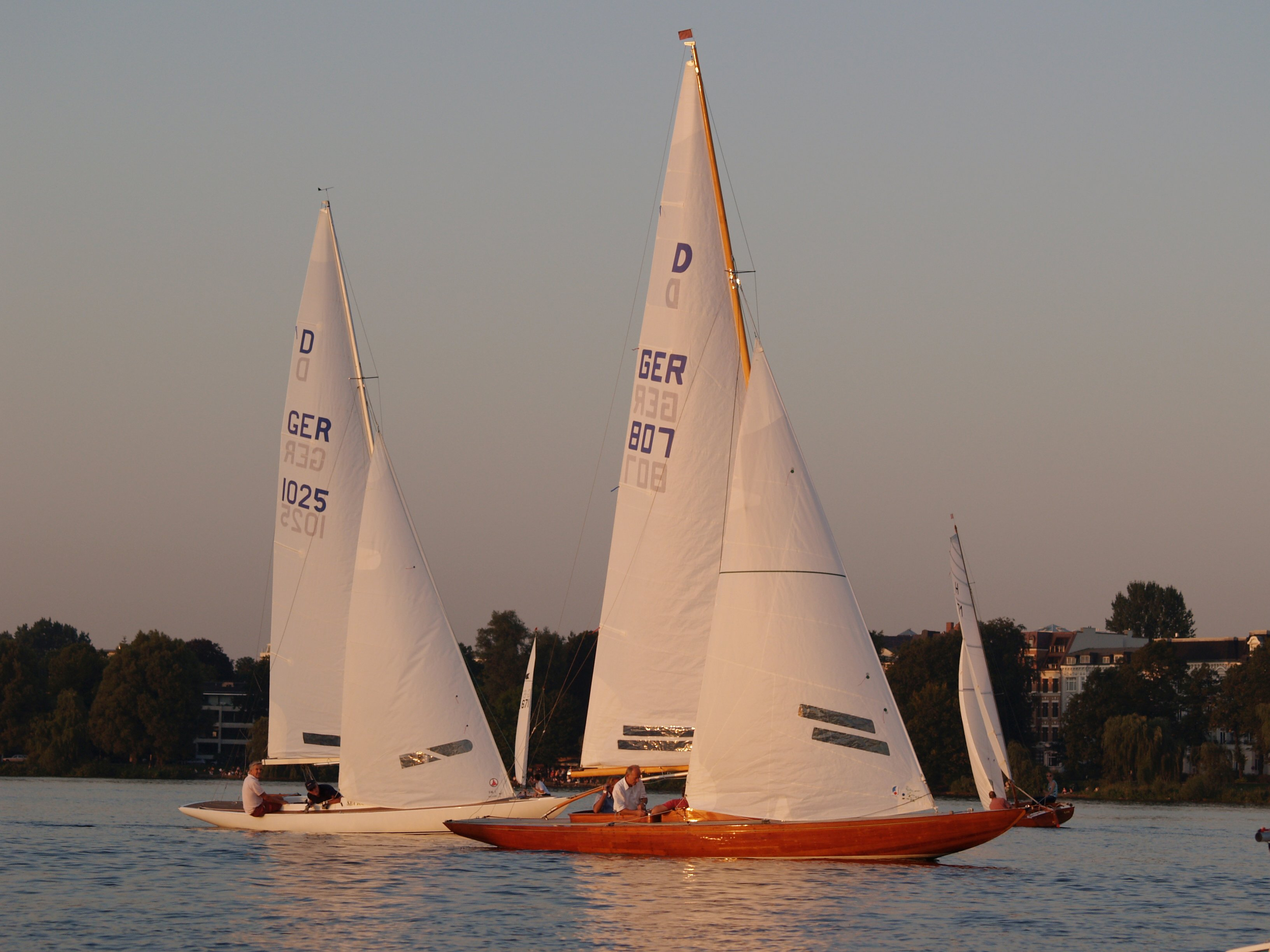
Dreivierteltakelung beim Drachen

Dreivierteltakelung (auch 3/4-Takelung) ist ein Begriff aus dem Segelschiffbau.
Wenn bei einer slupgetakelten Segelyacht das Vorstag bis auf etwa dreiviertel der Höhe des Mastes führt, wird diese Takelungsart Dreivierteltakelung genannt. 
Bekannte Bootsklassen mit Dreivierteltakelung sind Soling, Star und Drachen.